# Ksebki

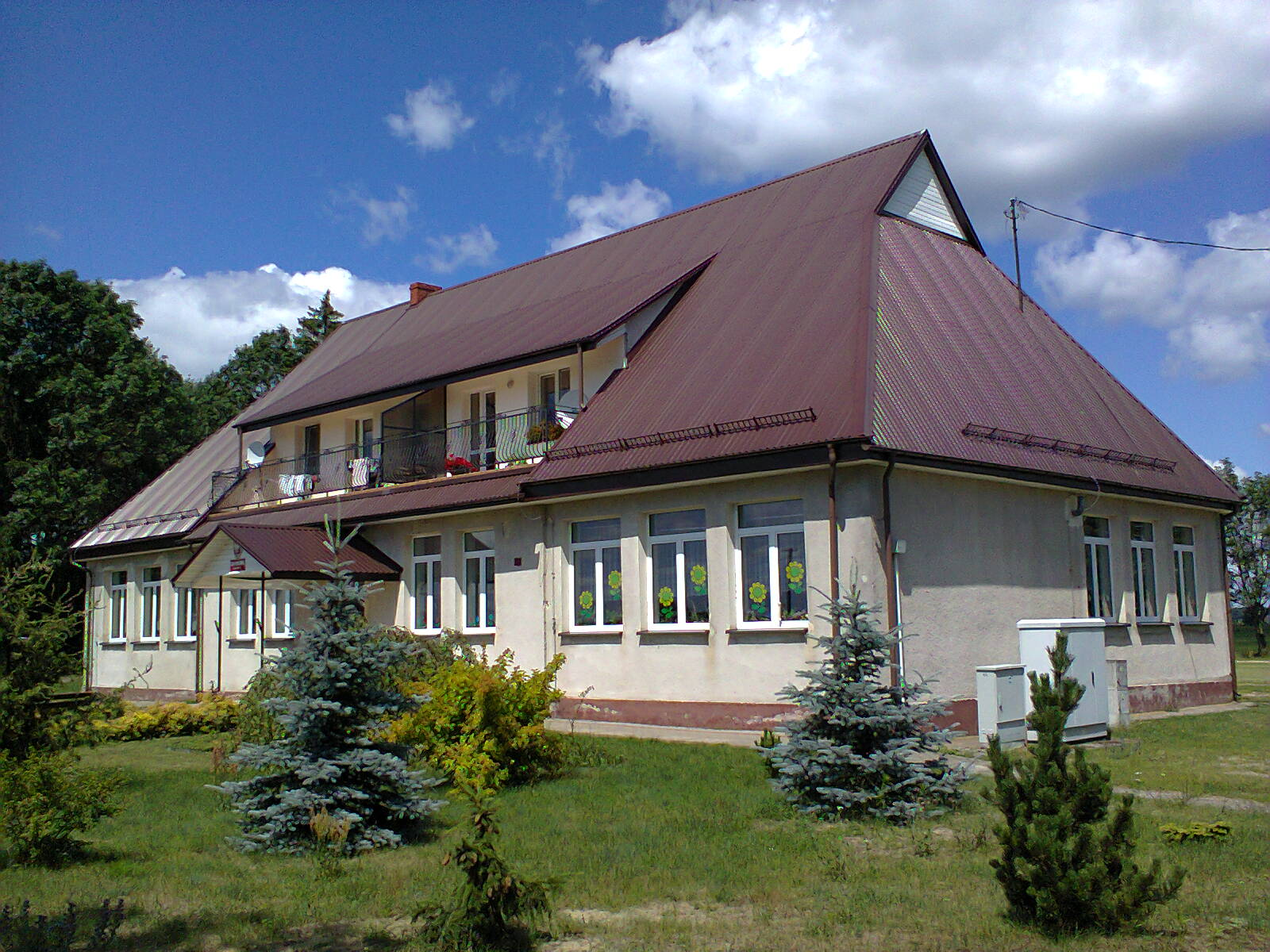
Szkoła podstawowa w Ksebkach

Ksebki – wieś w Polsce położona w województwie podlaskim, w powiecie kolneńskim, w gminie Turośl.
Wierni kościoła rzymskokatolickiego należą do parafii św. Stanisława Kostki w Zalasie.

## Historia
W latach 1921–1939 wieś leżała w województwie białostockim, w powiecie kolneńskim (od 1932 w powiecie ostrołęckim), w gminie Turośl.
Według Powszechnego Spisu Ludności z 1921 roku wieś zamieszkiwało 571 osób, 568 było wyznania rzymskokatolickiego, 1 greckokatolickiego a 2 mojżeszowego. Jednocześnie 570 mieszkańców zadeklarowało polską przynależność narodową a 1 inną (rosyjską lub rusińską). Było tu 108 budynków mieszkalnych. Miejscowość należała do parafii rzymskokatolickiej w m. Zalas. Podlegała pod Sąd Grodzki w Kolnie i Okręgowy w Łomży; właściwy urząd pocztowy mieścił się w m. Turośl a z dostępem do telefonu w m. Kolno.
W wyniku agresji Niemiec we wrześniu 1939, miejscowość znalazła się pod okupacją i do stycznia 1945 była przyłączona do III Rzeszy i znalazła się w strukturach Landkreis Scharfenwiese (ostrołęcki) w rejencji ciechanowskiej (Regierungsbezirk Zichenau) Prus Wschodnich.
W latach 1954–1961 wieś należała i była siedzibą władz gromady Ksebki, po jej zniesieniu w gromadzie Leman. W latach 1975–1998 miejscowość należała administracyjnie do województwa łomżyńskiego.